# Oene van Geel

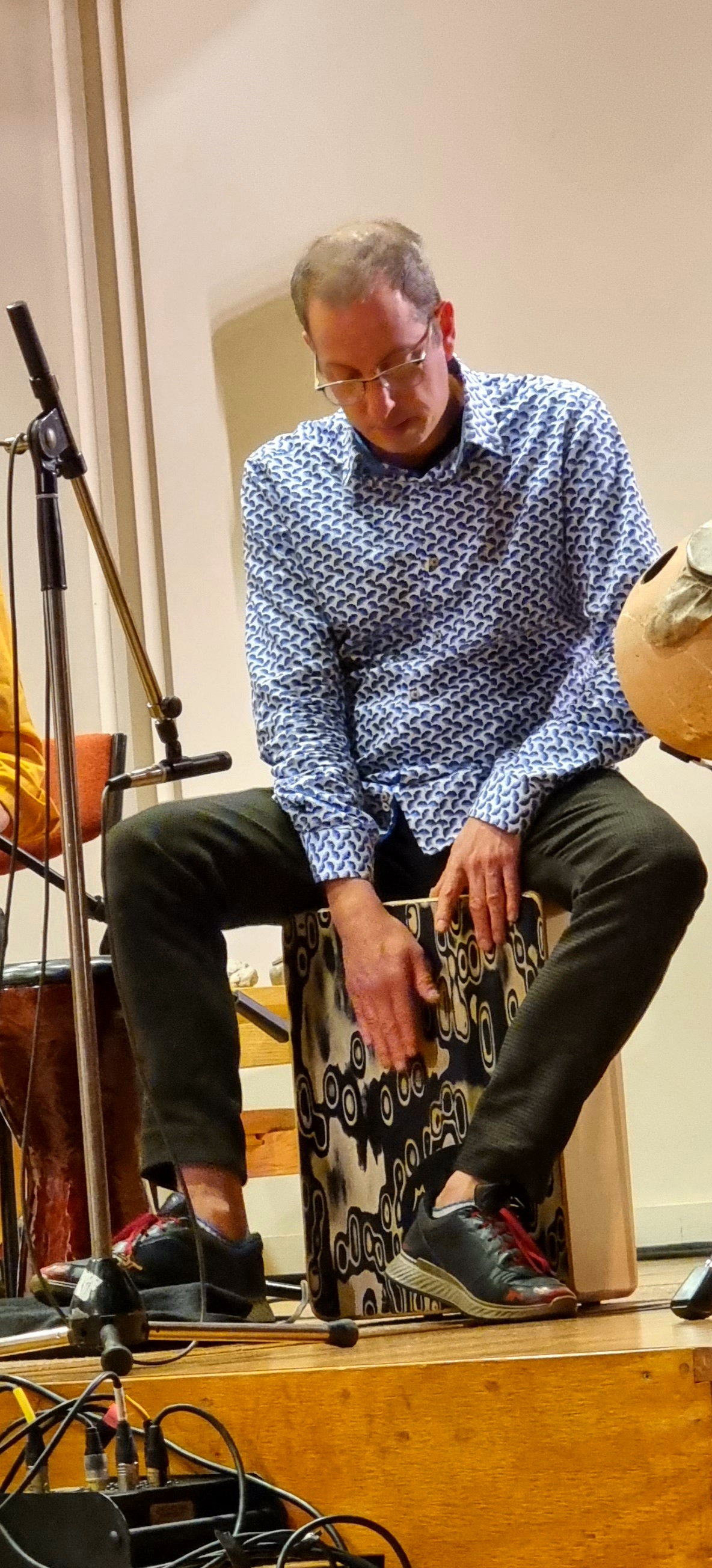

Oene van Geel (* 1973) ist ein niederländischer Jazzgeiger und -bratscher (auch Perkussionist), der in den letzten Jahren hauptsächlich als Komponist hervorgetreten ist.

## Leben und Wirken
Van Geel ist mit klassischer Musik aufgewachsen und über Balkanmusik an den Jazz geführt worden. Er studierte am Konservatorium Rotterdam Jazz und Komposition bei Michael Gustorff, Thijs Kramer, Rob Pronk und Bob Brookmeyer und bis 1994 am Konservatorium Amsterdam zeitgenössische und südindische Musik bei Rafael Reina. Ab 1995 war er Mitglied des Pop Strijk Kwartet, das 1997 beim Anova-Jazzwettbewerb ausgezeichnet wurde. Er wurde schnell über die Grenzen der Niederlande bekannt und trat in ganz Europa, Kanada, den USA, Indien, Russland und Japan auf. 
Er arbeitet mit zahlreichen Bands als Bandleader oder Sideman, u. a. dem Zapp String Quartet (mit Jasper Le Clercq, Friedmar Hitzer und Emile Visser), der Gruppe Voer (mit Vera van der Poel, Anton Goudsmit, Gulli Gudmundsson und Afra Mussawisade), Osmosis (mit Guillaume Orti, Jozef Dumoulin, Mark Haanstra, B.C. Manjunath und Afra Mussawisade), der Wereldband (mit Willem van Baarsen, Rogier Bosman, Roderick Krauss, Sanne van Delft, Wim Lammen unter Karel de Rooij), der Delbecq Unit (mit Mark Turner, Benoît Delbecq, Mark Helias und Emile Biayenda), dem Trio Pavlov (mit Hans Hasebos und Albert van Veenendaal), dem Bruinsma Syndicaat (mit Jeffrey Bruinsma, Eric Surménian und Afra Mussawisade) und dem Henneman Strijkkwartet (mit Ig Henneman, Alex Waterman und Wilbert de Joode) sowie in verschiedenen Formationen mit Philipp Rüttgers. 2021 legte er das Album Frisbee vor, das er mit Tom Van Dyck, Oğuz Büyükberber und Mark Haanstra eingespielt hatte.
2000 gewann er mit der Gruppe Mosaic den Jur Naessens Muziekprijs, 2001 mit der Band On The Line den niederländischen Jazzwettbewerb, 2002 erhielt er den Anderson Jazz Award. Mit der Gruppe Bhedam (Jozef Dumoulin, Mark Haanstra, Udayraj Karpur, Tobias Klein, Gijs Levelt, B.C. Manjunath, Ned McGowan) unternahm er 2002 und 2003 je eine Indientournee.
Zunehmend ist van Geel auch als Komponist aktiv: 2002 komponierte er für das Zapp String Quartet das Stück Chamber Grooves. Er komponierte außerdem für Michael Moore, Guus Janssen, David Kweksilber, Joshua Samson, Tony Overwater und weitere Ensembles, auch im Auftrag des North Sea Jazz Festivals.
2013 wurde er mit dem Boy-Edgar-Preis geehrt.